# Disciplitus est prioris posterior dies
La frase latina Disciplitus est prioris posterior dies, letteralmente, significa: "Il giorno dopo (il domani) è discepolo del precedente (l'oggi)", il cui senso viene generalmente tradotto con l'inversione "L'oggi è maestro del domani".
Si tratta di una locuzione latina lasciataci da uno dei più famosi autori di mimo, Publilio Siro, I secolo a.C., nelle sue Sententiae (raccolta di circa 700 massime e sentenze morali), tratte appunto dai suoi mimi.